# Asplenium concolor
Asplenium concolor är en svartbräkenväxtart som beskrevs av William Jackson Hooker. Asplenium concolor ingår i släktet Asplenium och familjen Aspleniaceae. Inga underarter finns listade.